# 丑の刻参り

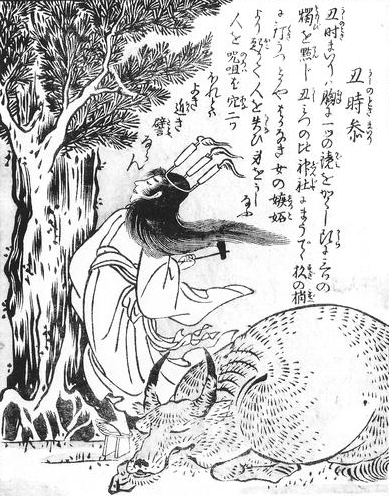
丑時参（うしのときまいり）
鳥山石燕『今昔画図続百鬼』

丑の刻参り（うしのこくまいり）、丑の時参り（うしのときまいり）とは、丑の刻（午前1時から午前3時ごろ）に神社の御神木に憎い相手に見立てた藁人形を釘で打ちつけるという、日本に古来伝わる呪いの一種。典型では、嫉妬心にさいなむ女性が、白衣に扮し、灯したロウソクを突き立てた鉄輪を頭にかぶった姿で行うものである。連夜この詣でをおこない、七日目で満願となって呪う相手が死ぬが、行為を他人に見られると効力が失せると信じられた。ゆかりの場所としては京都市の貴船神社が有名。ただ、貴船神社は24時間開門していないため実際には着手不可能である。
丑の時詣で（うしのときもうで）、丑参り（うしまいり）、丑三参り（うしみつまいり）とも。

## 概要
丑の刻参りの基本的な方法は、江戸時代に完成している。
一般的な描写としては、白装束を身にまとい、髪を振り乱し、顔に白粉を塗り、頭に五徳（鉄輪）をかぶってそこに三本のロウソクを立て、あるいは一本歯の下駄（あるいは高下駄）を履き、胸には鏡をつるし、神社の御神木に憎い相手に見立てた藁人形を毎夜、五寸釘で打ち込むというものが用いられる。五徳は三脚になっているので、これを逆さにかぶり、三本のロウソクを立てるのである。

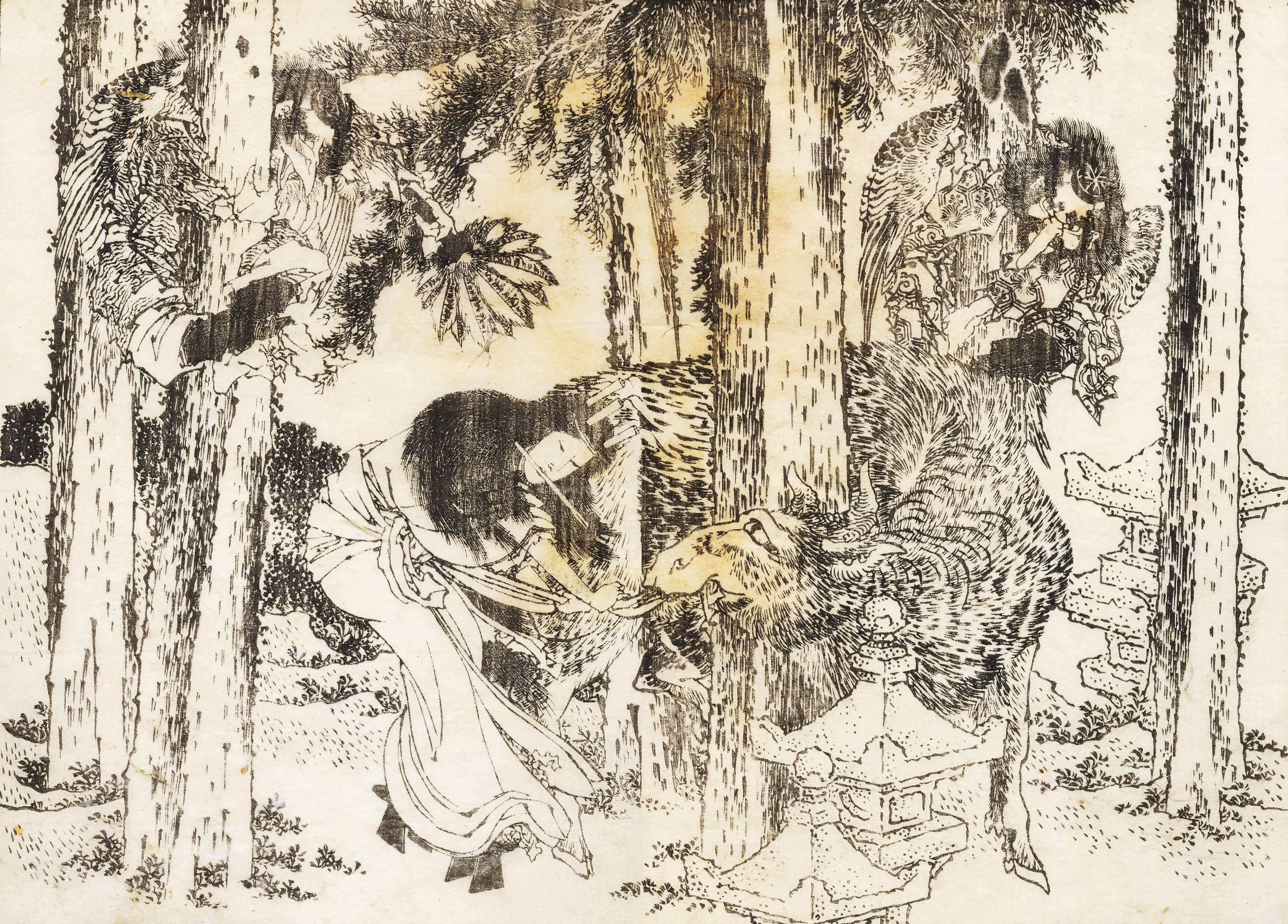
丑の刻参りによって、妖怪を呼び出す女:葛飾北斎

呪われた相手は、藁人形に釘を打ちつけた部分から発病するとも解説される。ただし藁人形など人形〔ひとかた〕の使用は江戸期までに必ずしも確立しておらず、例えば鳥山石燕の『今昔画図続百鬼』(1779年、右上図参照)の添え書きにも言及されていないし、画にも見えない。
小道具については解説によって小差があり、釘は五寸釘であるとか、口に櫛を咥える、などがある。参詣の刻限も、厳密には「丑のみつどき」（午前2:00-2:30）であるとされる。
石燕や北斎の版画を見ても、呪術する女性のかたわらに黒牛が描かれるが、七日目の参詣が終わると、黒牛が寝そべっているのに遭遇するはずなのでそれをまたぐと呪いが成就するという説明がある。この黒牛に恐れをなしたりすると、呪詛の効力が失われるとされる。

## 丑の刻
「丑の刻」も、昼とは同じ場所でありながら「草木も眠る」と形容されるように、その様相の違いから常世へ繋がる時刻と考えられ、平安時代には呪術としての「丑の刻参り」が行われる時間でもあった。現在でも、この本来の意味での丑の刻の儀式として大石寺が丑寅勤行をおこなっている。また「うしとら」の方角は鬼門をさすが、時刻でいえば「うしとら」は「丑の刻」に該当する。

## 歴史
「うしのときまいり」という言葉の方が古い。古くは祈願成就のため、丑の刻に神仏に参拝することを言った。後に呪詛する行為に転ずる。
京都市の貴船神社には、貴船明神が降臨した「丑の年の丑の月の丑の日の丑の刻」に参詣すると、心願成就するという伝承があったので、そこから呪詛場に転じたのだろうと考察される。
また、今日に伝わる丑の刻参りの原型のひとつが「宇治の橋姫」伝説であるが、ここでも貴船神社がまつわる。橋姫は、妬む相手を取殺すため鬼神となるを貴船神社に願い、その達成の方法として「21日（三七日、さんしちにち）の間、宇治川に漬かれ」との神託を受けた。それを記した文献は、鎌倉時代後期に書かれ、裏平家物語として知られる屋代本『平家物語』「剣之巻」であるが、これによれば、橋姫はもとは嵯峨天皇の御世の人だったが、鬼となり、妬む相手の縁者を男女とわず殺してえんえんと生き続け、後世の渡辺綱に一条戻橋ところ、名刀髭切で返り討ちに二の腕を切り落とされ、その腕は安倍晴明に封印されたことになっている。その彼女が宇治川に漬かって行った鬼がわりの儀式は次のようなものである：

「長なる髪をば五つに分け、五つの角にぞ造りける。顔には朱を指し、身には丹を塗り、鉄輪を戴きて、三の足には松を燃し、続松〔ママ〕を拵へて、両方に火をつけて、口にくはへつつ、夜更け人定まりて後、大和大路へ走り出て……」

—「宇治の橋姫」

この「剣の巻」異本ですでに橋姫には「鉄輪（かなわ）」（五徳に同じ）を逆さにかぶり、その三つの足に松明をともすという要素があるが、顔や体を赤色に塗りたくるのであり白装束ではない。室町時代にこれを翻案化した能の演目「鉄輪」においても、橋姫は赤い衣をつけ、顔に丹を塗るなど赤基調が踏襲され、白装束や藁人形、金槌も用いていはいないが、ただし祓う役目の陰陽師晴明の方は、「茅の人形を人尺に作り、夫婦の名字を内に籠め、（後略）」祈祷をおこなうのである。よって現在の形で丑の刻参りが行われるようになったのは、この陰陽道の人形祈祷と丑の刻参りが結びついたためという見解がある。

### 源流
人形を用いた呪詛自体はかなり古くから行われており、『日本書紀』用明天皇2年（587年）4月条に、「中臣勝海連（なかとみのかつみのむらじ）が家（おのがいえ）に衆（いくさ）を集えて、大連をいたすく。ついに太子彦人皇子の像を作りて、まじなう」と記され、古墳時代から人形を媒体とした呪いがあった。ただし、この時点では、まだ像を刺す行為は確認できない。
考古学資料の遺物として、奈良国立文化財研究所所蔵の8世紀の木製人形代（もくせい ひとがたしろ）があり、胸に鉄釘が打ちこまれた状態の物も出土している。木簡を人形に切り取り、墨で顔が描かれている。丑の刻参りと共通する呪殺を目的とした形代だったと考えられている。この遺物からも、人形に釘を打ち込み、人を呪うといった呪術体系自体は古代（奈良時代）からあったことが分かる。研究者によっては、鉄釘自体が渡来文化であり、こうした呪術体系自体が大陸渡来のものではないかとしている。この他にも類例として、島根県松江市タテチョウ遺跡から出土した木札には、女性が描かれており、服装から貴人女性と見られるが、3本の木釘が打ちこまれていた。その位置は、両乳房と心臓に当たり、明らかに呪殺目的であったことが分かる。

### 式神・妖怪
陰陽師が使役する式神というものがあるが、式神は荒ぶる神としての妖怪としても描かれ、人の善悪を監視する役目を持っていたとされ、様々な不思議な力を発揮したと言われる。丑の刻参りも、たびたび妖怪を伴って描かれ、神木に釘を打って結界を破り、常夜（夜だけの神の国）から、禍をもたらす邪神（魔や妖怪）を呼び出し、神懸りまたは使役し、恨む相手を祟ると考えられていた。

## 影響
呪いの効果については、科学的に実証されたわけではない。誰かが自分を呪っていると認識することで、自己暗示にかかってしまうためであって、気にしなければ何もおこらないという研究結果がある。いわばノーシーボ効果というものであるが、この説においては上記に書かれているように呪いというものは誰かに知られてしまえば効果が発揮しなくなるどころか本人に跳ね返ってくるという伝承が考慮されていない点に注意すべきである。

## 法律上の扱い
少なくとも殺人罪や殺人予備罪については、刑法学における「不能犯の典型例」として挙げられることが多い。ただし、多くの寺社は私有地であるため建造物侵入罪に問われたり、樹木に打ち付ける行為は器物損壊罪に問われる可能性がある。2022年5月の連休明けから、千葉県松戸市内の三日月神社、蘇羽鷹神社など約10か所の神社の御神木などにロシアのプーチン大統領の顔写真と「ウラジーミル・プーチン 1952年10月7日生まれ、70才、抹殺 祈願」と書いた紙片を貼った藁人形が打ち付けられる事態が発生し、6月15日に千葉県警松戸東署は、同市に在住する72歳の男を建造物侵入と器物損壊の疑いで逮捕した。動機はロシアのウクライナ侵攻への抗議と推測される。神社の関係者は、「ご神木には大きな穴が二つ残っている」と話した。